# Saint-Martin-l'Ars
Saint-Martin-l'Ars är en kommun i departementet Vienne i regionen Nouvelle-Aquitaine i västra Frankrike. Kommunen ligger i kantonen Availles-Limouzine som tillhör arrondissementet Montmorillon. År 2022 hade Saint-Martin-l'Ars 369 invånare.

## Befolkningsutveckling
Antalet invånare i kommunen Saint-Martin-l'Ars
| Referens: INSEE |